# Bleach (Album)
Bleach (engl. für Bleichmittel) ist das Debütalbum der US-amerikanischen Rockband Nirvana. Es wurde am 1. Juni 1989 auf dem Label Sub Pop veröffentlicht. Der Titel des Albums wurde durch eine Plakatwerbung inspiriert, die Heroinsüchtige dazu aufforderte, ihre Spritzen mit Bleichmittel (engl. Bleach) zu reinigen.

## Hintergrund
Bleach war ein Low-Budget-Album, das mit lediglich 606 US-Dollar Kosten produziert wurde. Sänger Kurt Cobain kam mit nur wenig vorbereiteten Texten in die Aufnahmesessions und improvisierte viele Liedtexte am Mikrofon. Trotzdem (oder eher, deswegen) schaffte er es, mehrere Themen einzubauen, die für ihn wichtig waren: „Kleinstadtnihilismus, Außenseitertum und Abscheu gegen sein spießiges Heimatstädtchen“. Zudem wurden im Album die bereits vorhandenen, aber nie auf einem Album veröffentlichten Lieder Downer, Floyd The Barber und Paper Cuts neu aufgenommen.
Für die Produktion in Jack Endinos Reciprocal Studio in Seattle brauchte die Band drei Sessions, insgesamt elf Tage, und zahlten 606 US-Dollar. Jason Everman, der die Band neun Monate lang als zweiter Gitarrist unterstützte, übernahm die Studiokosten. Er wird auch auf dem Album aus Dankbarkeit als Gitarrist erwähnt, hat bei den Aufnahmen allerdings keinen einzigen Ton eingespielt.

## Erfolg
Die im Juni 1989 veröffentlichte Platte kam erst im Fahrtwind ihres Nachfolgewerkes Nevermind in die Charts. Bleach stieg erstmals am 22. Februar 1992 auf Platz 89 in die US Top 100 ein. Am 7. März 1992 debütierte die Platte auch in den UK-Charts auf Platz 33. Heute ist das Album mit mehrfachem Platin ausgezeichnet. Der Song About a Girl erfuhr in der Version des Konzerts für MTV Unplugged in New York als Singleauskopplung ebenfalls erneute Aufmerksamkeit.
Allmusic bemerkte, dass „einzelne Songs gut klängen... aber das Album insgesamt zuviel Mittelmaß besäße“, und bemängelte vor allem das Schlagzeugspiel des damaligen Drummers Chad Channing.

## Cover
Bleach ist zweifarbig silber auf schwarz bedruckt. Das Bild hebt sich in seiner Schlichtheit und Dunkelheit von den Nachfolgealben ab, zu welchen Cobain seine künstlerischen Arbeiten stärker einfließen ließ.
Das Cover von Tracy Marander (About A Girl) zeigt die Band bei einem Livekonzert in Olympia, Washington im „Reko/Muse“. Das Foto ist als Negativ abgebildet. Die Gesichter der headbangenden Musiker sind nicht erkennbar. Das Cover zeigt vorne Kurt Cobain und Jason Everman, hinten Krist Novoselic und Chad Channing. Auf weiteres Design ist verzichtet worden.
Im Booklet befindet sich der Hinweis, dass die Produktionskosten im „Reciprocal Studio“ 600 $ gekostet haben. Produzent Endino meint noch heute, dass der Abdruck der Kosten viele Fachjournalisten zu seiner Verwunderung dazu bewogen haben könnte, niemals Bleach als eines der wegweisenden Grunge-Alben zu bezeichnen.
„Viele Journalisten können sich nicht vorstellen, dass man mit dem Geld eine gute Platte machen kann“, so Endino in einem Schreiben 2004 auf seiner Homepage.
Als Hommage an Nirvana lehnte die deutsche Punk-Band Schrottgrenze das Cover ihrer 2003 erschienenen EP Belladonna optisch an das Bleach-Cover an.

## Titelliste
1. Blew – 2:54
2. Floyd the Barber – 2:17 (wurde am 23. Januar 1988 aufgenommen)
3. About a Girl – 2:48
4. School – 2:42
5. Love Buzz – 3:35 (wurde im Sommer 1988 aufgenommen)
6. Paper Cuts – 4:05 (wurde am 23. Januar 1988 aufgenommen)
7. Negative Creep – 2:55
8. Scoff – 4:10
9. Swap Meet – 3:02 (hieß zu Beginn White Trash)
10. Mr. Moustache – 3:23
11. Sifting – 5:22
12. Big Cheese – 3:42 (wurde im Sommer 1988 aufgenommen)
13. Downer – 1:42 (wurde am 23. Januar 1988 aufgenommen)

Bonustracks der remasterten Wiederveröffentlichung aus dem Jahre 2009
1. Intro (live) – 0:53
2. School (live) – 2:36
3. Floyd the Barber (live) – 2:17
4. Dive (live) – 3:42
5. Love Buzz (live) – 2:58
6. Spank Thru (live) – 2:59
7. Molly’s Lips (live) – 2:16
8. Sappy (live) – 3:19
9. Scoff (live) – 3:53
10. About a Girl (live) – 2:28
11. Been a Son (live) – 2:01
12. Blew (live) – 4:32

Bis auf Love Buzz (Robby Van Leeuwen) wurden alle Songs von Kurt Cobain geschrieben.
Das Album wurde am 3. November 2009 in einer remasterten Fassung wiederveröffentlicht, inklusive eines bislang unveröffentlichten Konzertes, aufgenommen am 9. Februar 1990 in Portland, Oregon.

## Kommerzieller Erfolg

### Chartplatzierungen und Singles
Bleach stieg infolge des weltweiten Erfolgs des Nachfolgers Nevermind am 17. Februar 1992 auf Platz 82 in die deutschen Charts ein, erreichte fünf Wochen später mit Rang 24 die Höchstposition und konnte sich insgesamt 14 Wochen in den Top 100 halten. Auch in den Vereinigten Staaten, Großbritannien und Österreich gelangte das Album erst 1992 in die Charts.
Am 1. November 1988 wurde die erste Single Love Buzz ausgekoppelt. Diese Version von Love Buzz ist etwas anders gemischt als die auf der CD. Es wurden nur 1000 Stücke dieser Single gepresst und jede wurde von Hand nummeriert. Die Single enthält außerdem noch den Song Big Cheese. Im Dezember 1989 erschien die EP Blew, die zusätzlich die Lieder Love Buzz, Been a Son und Stain enthält. Die letzteren beiden Lieder wurden von Kurt Cobain und Krist Novoselic geschrieben. About a Girl wurde im Oktober 1994 in der Unplugged-Version des MTV-Konzertes der Band als Single veröffentlicht.

### Auszeichnungen für Musikverkäufe
Bleach erhielt im Jahr 1995 für mehr als eine Million verkaufte Einheiten in den Vereinigten Staaten eine Platin-Schallplatte. Die weltweiten Verkaufszahlen belaufen sich auf über 4,25 Millionen.
| Land/Region                  | Auszeichnungen für Musikverkäufe (Land/Region, Auszeichnung, Verkäufe) | Verkäufe  |
| ---------------------------- | ---------------------------------------------------------------------- | --------- |
| Australien (ARIA)            | Platin                                                                 | 70.000    |
| Frankreich (SNEP)            | 2× Gold                                                                | 200.000   |
| Italien (FIMI)               | Gold                                                                   | 25.000    |
| Kanada (MC)                  | Gold                                                                   | 50.000    |
| Neuseeland (RMNZ)            | Platin                                                                 | 15.000    |
| Polen (ZPAV)                 | Gold                                                                   | 50.000    |
| Vereinigte Staaten (RIAA)    | Platin                                                                 | 1.900.000 |
| Vereinigtes Königreich (BPI) | Platin                                                                 | 300.000   |
| Insgesamt                    | 5× Gold · 4× Platin ·                                                  | 2.610.000 |

Hauptartikel: Nirvana/Auszeichnungen für Musikverkäufe